# Вербова Балка (Донецький район)
Ве́рбова Ба́лка — село Донецької міської громади Донецького району Донецької області, Україна. Населення становить 107 осіб. Відстань до Моспиного становить близько 7 км і проходить автошляхом місцевого значення.

## Географія
Селом тече Балка Вербова.

## Населення
За даними перепису 2001 року населення села становило 138 осіб, із них 10,87 % зазначили рідною мову українську, 89,13 % — російську мову.
| Рік                                       | 1989 | 2001 |
| Населення, осіб                           | 1451 | 138  |
| Примітки. 1. Постійне й наявне населення. |      |      |